# OS X Server
Macos Server, tidigare OS X Server innan det Mac OS X Server och i marknadsföringssyfte skrivet macOS, är ett operativsystem för Macintosh-datorer från Apple Inc. Det är en version av macOS som främst är tänkt att användas på servrar.

## Verktyg
Följande verktyg medföljer OS X Server:
- Gateway Setup Assistant
- Macintosh Manager
- Network Image Utility
- QTSS Publisher
- Server Admin
- Server Assistant
- Server Monitor
- System Image Utility
- Workgroup Manager
- Xgrid Admin
- AppleShare IP Migration
- Fibre Channel Utility
- MySQL Manager